# Elizabeth Olsen
Elizabeth Chase Olsen (sinh ngày 16 tháng 2 năm 1989) là nữ diễn viên người Mỹ. Sinh ra ở Sherman Oaks, California, Olsen bắt đầu đóng phim năm 4 tuổi. Vai diễn đầu tiên của cô là vai chính trong phim giật gân Martha Marcy May Marlene năm 2011, nhờ đó mà cô được đánh giá cao và được đề cử cho Giải Lựa chọn của giới phê bình điện ảnh trong số các giải thưởng khác, được tiếp nối bởi một vai diễn trong phim kinh dị Silent House. Olsen nhận được đề cử cho Giải BAFTA Rising Star và tốt nghiệp Đại học New York hai năm sau đó.
Olsen được cả thế giới biết đến nhờ vai Wanda Maximoff / Scarlet Witch trong các phim của Vũ trụ Điện ảnh Marvel (MCU), qua việc cô xuất hiện trong các phim siêu anh hùng Avengers: Đế chế Ultron (2015), Captain America: Nội chiến siêu anh hùng (2016), Avengers: Cuộc chiến vô cực (2018), Avengers: Hồi kết (2019) và Phù thủy tối thượng trong Đa Vũ trụ hỗn loạn (2022), cũng như phim truyền hình WandaVision (2021). Diễn xuất trong WandaVision đã khiến cô nhận được các đề cử cho Giải Primetime Emmy và Giải Quả cầu vàng. 
Ngoài các dự án Marvel, Olsen đã đóng vai chính trong phim quái thú Godzilla (2014), phim trinh thám Vùng đất tử thần (2017), và vở kịch Ingrid Goes West (2017). Cô đã điều hành sản xuất và đóng vai chính trong phim truyền hình dài tập Sorry for Your Loss (2018–2019), nhờ đó cô giành được đề cử cho Giải Critics' Choice Television cho vai diễn goá phụ của mình.

## Đời tư
Olsen nói rằng cô đã trở thành người vô thần vào năm 13 tuổi vì cô tin rằng "tôn giáo phải là về cộng đồng và về việc có một nơi để cầu nguyện, không phải thứ quyết định sự tự do của phụ nữ". Trước đây, Olsen từng có giấy phép sở hữu bất động sản ở New York, thứ mà cô đã đạt được sau lần đầu chuyển đến đó. Olsen là đại sứ của thương hiệu mỹ phẩm Bobbi Brown Cosmetics. Cô và nam diễn viên Boyd Holbrook đã hẹn hò từ năm 2011 đến năm 2014.
Olsen đã đính hôn với nhạc sĩ Robbie Arnett, một thành viên của ban nhạc Mỹ Milo Greene, vào tháng 7 năm 2019 sau 3 năm hẹn hò. Hai bên bí mật kết hôn trước Đại dịch COVID-19 bằng cách bỏ trốn để kết hôn. Hiện tại, Olsen và Arnett sinh sống tại Los Angeles. Họ đã đồng sáng tác một quyển sách thiếu nhi mang tên Hattie Harmony: Worry Detective, được phát hành vào tháng 6 năm 2022.

## Danh sách phim
| Áp dụng cho các tác phẩm chưa được phát hành | Áp dụng cho các tác phẩm chưa được phát hành |

### Điện ảnh
| Năm  | Phim                                         | Vai                                | Ghi chú                                                             | C.t.   |
| ---- | -------------------------------------------- | ---------------------------------- | ------------------------------------------------------------------- | ------ |
| 2011 | Martha Marcy May Marlene                     | Martha / Marcy May / Marlene Lewis |                                                                     | [ 10 ] |
| 2012 | Red Lights                                   | Sally Owen                         |                                                                     | [ 11 ] |
| 2012 | Silent House                                 | Sarah                              |                                                                     | [ 12 ] |
| 2012 | Peace, Love & Misunderstanding               | Zoe                                |                                                                     | [ 13 ] |
| 2012 | Liberal Arts                                 | Zibby                              |                                                                     | [ 11 ] |
| 2013 | Kill Your Darlings                           | Edie Parker                        |                                                                     | [ 14 ] |
| 2013 | Oldboy                                       | Marie Sebastian / Mia Doucett      |                                                                     | [ 15 ] |
| 2014 | In Secret                                    | Thérèse Raquin                     |                                                                     | [ 16 ] |
| 2014 | Captain America 2: Chiến binh mùa đông       | Wanda Maximoff                     | Vai khách mời không được ghi danh; xuất hiện trong cảnh hậu danh đề | [ 17 ] |
| 2014 | Very Good Girls                              | Gerry Fields                       |                                                                     | [ 18 ] |
| 2014 | Godzilla                                     | Elle Brody                         |                                                                     | [ 19 ] |
| 2015 | Avengers: Đế chế Ultron                      | Wanda Maximoff                     |                                                                     | [ 20 ] |
| 2015 | I Saw the Light                              | Audrey Williams                    |                                                                     | [ 21 ] |
| 2016 | Captain America: Nội chiến siêu anh hùng     | Wanda Maximoff                     |                                                                     | [ 22 ] |
| 2017 | Ingrid Goes West                             | Taylor Sloane                      |                                                                     | [ 23 ] |
| 2017 | Vùng đất tử thần                             | Jane Banner                        |                                                                     | [ 23 ] |
| 2018 | Kodachrome                                   | Zooey Kern                         |                                                                     | [ 24 ] |
| 2018 | Avengers: Cuộc chiến vô cực                  | Wanda Maximoff                     |                                                                     | [ 25 ] |
| 2019 | Avengers: Hồi kết                            | Wanda Maximoff                     |                                                                     | [ 26 ] |
| 2022 | Phù thủy tối thượng trong Đa Vũ trụ hỗn loạn | Wanda Maximoff / Scarlet Witch     |                                                                     | [ 27 ] |

### Truyền hình
| Năm       | Phim                      | Vai                            | Ghi chú                                                | C.t.          |
| --------- | ------------------------- | ------------------------------ | ------------------------------------------------------ | ------------- |
| 1994      | How the West Was Fun      | Cô gái trong xe                | Phim truyền hình                                       | [ 28 ]        |
| 2016      | Drunk History             | Norma Kopp                     | Xuất hiện trong tập "Siblings"                         | [ 29 ]        |
| 2017      | HarmonQuest               | Stirrip                        | Xuất hiện trong tập "The Keystone Obelisk"             | [ 30 ]        |
| 2018–2019 | Sorry for Your Loss       | Leigh Shaw                     | Vai chính; đồng thời cũng là nhà điều hành sản xuất    | [ 3 ]         |
| 2021      | WandaVision               | Wanda Maximoff / Scarlet Witch | Vai chính; xuất hiện trong 9 tập                       | [ 31 ]        |
| 2021–2022 | Marvel Studios: Assembled | Chính mình                     | Xuất hiện trong 2 tập                                  | [ 32 ] [ 33 ] |
| 2022      | Saturday Night Live       | Chính mình                     | Xuất hiện trong tập "Benedict Cumberbatch/Arcade Fire" | [ 34 ]        |
| 2023      | Love and Death            | Candy Montgomery               | Tập phim ngắn                                          | [ 35 ]        |
| 2023      | What If...?               | Wanda Maximoff / Scarlet Witch | Lồng tiếng                                             | [ 36 ]        |

## Kịch sân khấu
| Năm  | Vở kịch         | Vai    | Địa điểm              | C.t.   |
| ---- | --------------- | ------ | --------------------- | ------ |
| 2013 | Romeo và Juliet | Juliet | Classic Stage Company | [ 37 ] |